# August Dickmann

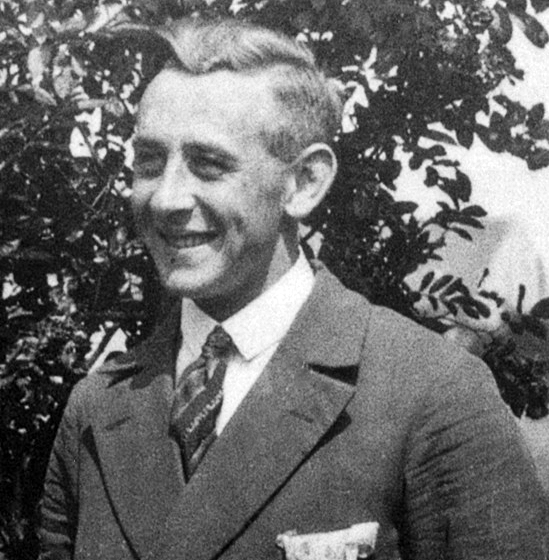
August Dickmann

August Dickmann (* 7. Januar 1910 in Dinslaken; † 15. September 1939 im KZ Sachsenhausen) war ein Zeuge Jehovas und der erste Kriegsdienstverweigerer, der unter der nationalsozialistischen Diktatur in Deutschland im Zweiten Weltkrieg hingerichtet wurde.

## Leben
August Dickmann arbeitete nach dem Besuch der Volksschule in einem Sägewerk. Um das Jahr 1932 begann er zusammen mit seinen Brüdern Heinrich und Fritz ein Bibelstudium mit den Zeugen Jehovas. Alle drei blieben missionarisch tätig, auch als die Aktivitäten der Religionsgemeinschaft nach der Machtübernahme der Nationalsozialisten in Deutschland 1933 untersagt worden waren. Nachdem man seinen Bruder Fritz 1935 in das KZ Esterwegen eingeliefert hatte, wurde August Dickmann im Oktober 1936 von der Gestapo verhaftet und zu einer Gefängnisstrafe verurteilt. Nach dem Ende der Haft wurde er im Oktober 1937 in das Konzentrationslager Sachsenhausen eingeliefert. Ab März 1939 war auch sein Bruder Heinrich dort inhaftiert.

### Wehrdienstverweigerung
Der politische Häftling Willi Michalski zitierte Jahre später in einem Zeitungsbericht aus einer Rede des Lagerkommandanten Hermann Baranowski über das, was vier Tage nach dem Beginn des Zweiten Weltkriegs am 1. September 1939 im Lager geschah, nachdem Dickmanns Ehefrau den Wehrpass ihres Mannes, der zuerst an seine Heimatadresse zugestellt worden war, in das Lager nachgesandt hatte: „Am fünften September dieses Jahres ist der Häftling Bibelforscher August Dickmann zu der politischen Abteilung des Lagers bestellt worden, um seinen Wehrpaß zu unterschreiben. In Verkennung der politischen Lage des Reiches und des bestehenden Kriegszustandes hat Dickmann die Unterschrift trotz nachdrücklichsten Hinweises nicht vollzogen. Er gab weiter zu Protokoll, dass er niemals Soldat werden kann und auch niemals im Krieg Menschen töten wird, da Jehova den Krieg nicht geheiligt und befohlen habe. Ferner erklärte er, dass er Adolf Hitler nicht als den Führer des deutschen Volkes anerkenne, denn Adolf Hitler sei die personifizierte Bosheit und ein Werkzeug Satans. Auf die Folgen dieses Verhaltens aufmerksam gemacht, erklärte Dickmann, dass er bereit sei, die Folgen zu tragen …“. Zunächst wurde Dickmann für seine Ablehnung verprügelt, dann bekam er Arrest in einer Einzelzelle im Lagerbunker.
Der über die starre Haltung Dickmanns erboste Lagerkommandant Baranowski meldete den Fall nach Berlin und erbat sich von Heinrich Himmler, dem Reichsführer SS, die Genehmigung, Dickmann im Beisein aller anderen Lagerinsassen – darunter waren zu dieser Zeit etwa 380 Zeugen Jehovas – vor den Augen seines Bruders Heinrich erschießen zu lassen. Baranowski versprach sich davon, eine erhebliche Anzahl von Dickmanns Glaubensbrüdern von ihrer Einstellung abbringen zu können. Himmler reagierte umgehend und ordnete die Exekution Dickmanns an, die erste öffentliche Hinrichtung in Sachsenhausen.

### Exekution durch Erschießung

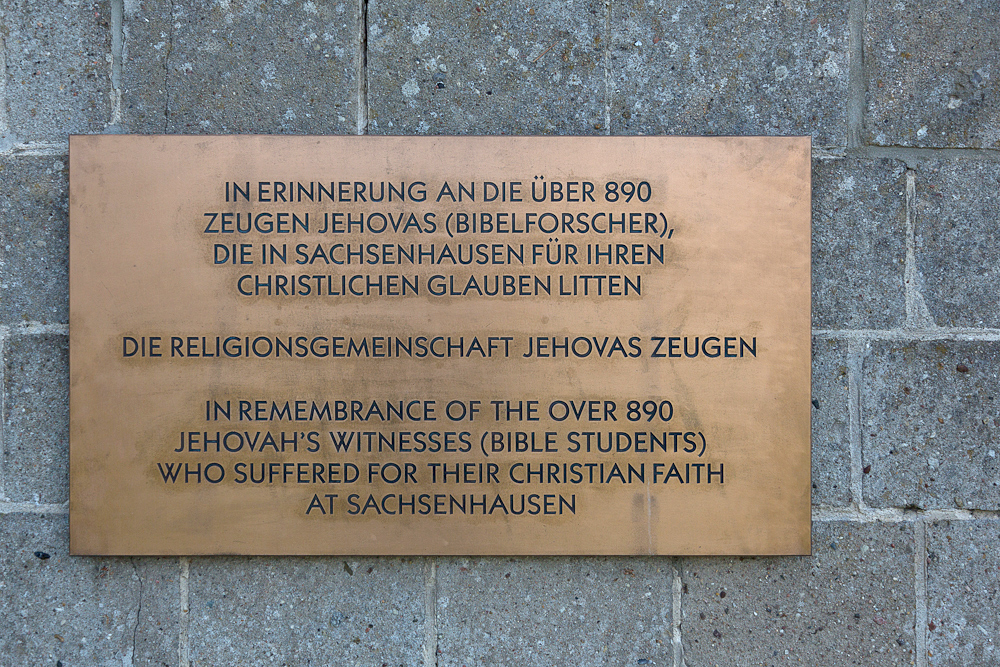

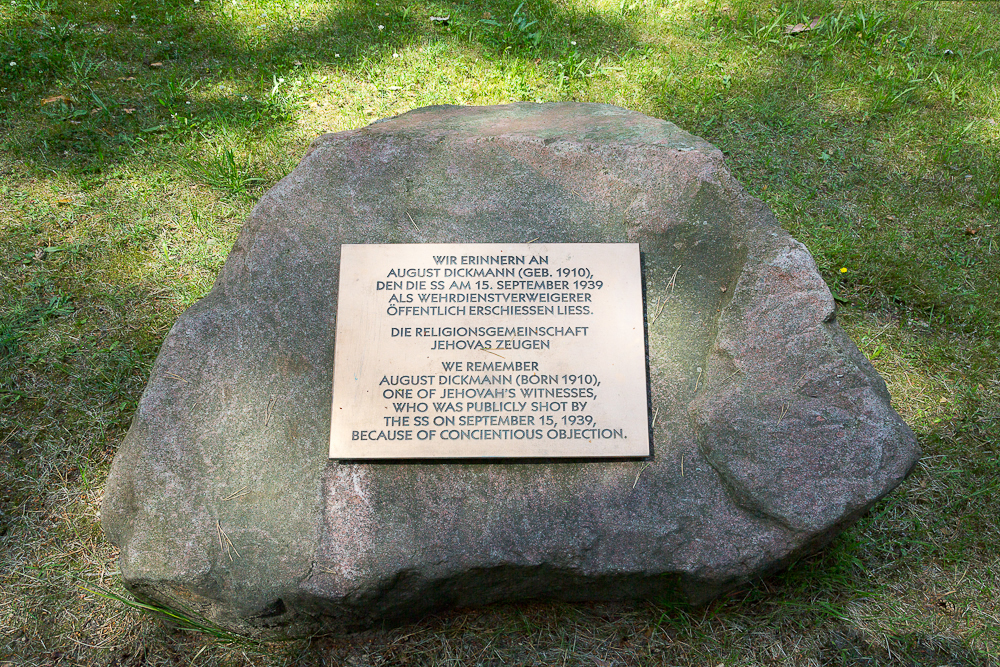

Am 15. September 1939 mussten nach dem Abendappell im Lager alle ca. 8500 Häftlinge stehenbleiben. Anschließend wurden alle Bibelforscher mit dem lila Winkel aufgefordert, sich ganz vorne aufzustellen, wo man eine Holzwand errichtet hatte, die als Kugelfang dienen sollte. August Dickmann wurde von einigen SS-Offizieren vorgeführt.
Der Lagerkommandant Baranowski meldete sich über die Lautsprecher des Lagers. Gemäß Wilhelm Röger, einem Augenzeugen der Hinrichtung, sagte er folgendes: „Der Bibelforscher August Dickmann hat sich geweigert, den Wehrpaß zu unterschreiben. Der Grund: Er fühle sich nicht mehr als Deutscher, sondern als Bürger des Neuen Königreiches. Deshalb hat ihn der Reichsführer der SS Himmler zum Tode verurteilt, welches Urteil jetzt vollzogen wird. Das Urteil wurde ihm vor einer Stunde unterbreitet.“
Arnold Eickmann schildert jedoch in seinen Erinnerungen, dass eine Liste an die angetretenen Zeugen Jehovas zum Eintragen für die Wehrpflicht durch die Reihen ging. Dickmann und sein Bruder schrieben auf die Liste: „Wer durch das Schwert tötet, wird durch das Schwert umkommen. Dessen Blut ihr vergießen werdet, dessen Blut wird einstmals über euch kommen.“
Das Exekutionskommando stand unter der Leitung von Rudolf Höß, dem späteren Lagerkommandanten des KZ Auschwitz-Birkenau, der damals als Adjutant des Lagerkommandanten Baranowski und als Lagerführer fungierte. Aus seiner Pistole erhielt Dickmann, dessen Körper nach der Exekution zusammengesackt war, einen „Fangschuss“ in die linke Schläfe seines Kopfes.

### Reaktion der anwesenden Zeugen Jehovas
Dickmanns Leiche war gerade fortgeschafft, da drohte Lagerkommandant Baranowski laut Zeugenaussagen den noch auf dem Appellplatz Versammelten mit dem gleichen Schicksal, sollten sie die Verpflichtungserklärung nicht unterschreiben, also die offizielle Abkehr von den Zeugen Jehovas. Wer nicht erschossen werden wolle, solle vortreten.
Nach längerer Pause, so schildert Forscher Garbe den Ablauf, seien tatsächlich zwei Männer vorgetreten - allerdings um zu erklären, dass sie unter dem Eindruck des gerade Miterlebten ihre bereits geleistete Unterschrift zurückzögen. Daraufhin habe Baranowski wutschnaubend den Platz verlassen.

## Reaktionen auf die Erschießung
Der deutsche Rundfunk gab die Hinrichtung Dickmanns am 16. September 1939 bekannt. Die Meldung wurde in den darauffolgenden Tagen mehrfach wiederholt. In den deutschen Zeitungen erschien eine „Mitteilung des Reichsführers SS“ über die Erschießung des „Volksschädlings“ August Dickmann. Der Text lautete: „Erschossen wurde … am 15.9.1939 wegen Weigerung, seine Pflicht als Soldat zu erfüllen, August Dickmann, geboren 7.1.1910, aus Dinslaken. Dickmann begründete seine Weigerung mit der Erklärung, er sei ‚Zeuge Jehovas‘; er war ein fanatischer Anhänger der internationalen Sekte der ‚ernsten Bibelforscher‘.“
Am 17. September 1939 berichtete die New York Times: „August Dickmann, 29 Jahre alt, ... wurde hier von einem Hinrichtungskommando erschossen.“ Wie in der Zeitung ausgeführt wurde, war er der erste deutsche Kriegsdienstverweigerer aus Gewissensgründen dieses Krieges.
Sechzig Jahre später, am 18. September 1999, wurde vonseiten der Stiftung Brandenburgische Gedenkstätten des Todes August Dickmanns gedacht. Eine Gedenktafel in der Gedenkstätte Sachsenhausen erinnert Besucher jetzt an seinen Mut.